# JIN-仁- (テレビドラマ)
『JIN-仁-』（じん）は、村上もとかの漫画『JIN-仁-』を原作とした日本のテレビドラマ。TBS系「日曜劇場」枠で、第1期が2009年10月11日から12月20日まで、完結編（第2期）が2011年4月17日から6月26日まで放送された。主演は大沢たかお。
『JIN-仁-』を原作とした韓国のテレビドラマについては『Dr.JIN』（2012年）を参照。

## 概要

### 第1期
主演の大沢たかおは『昔の男』以来8年ぶり、ヒロインの一人である中谷美紀は『おとうさん』以来7年ぶりの連続ドラマ出演となる。全11話。提供ナレーションは遠藤憲一が担当（前クレのみ）。
第五話で10月期ドラマ初となる視聴率20%超えを達成。その後も高視聴率を維持し、最終話では平均視聴率25.3%を記録した。この記録は、2009年に放送された民放の連続ドラマ視聴率の中で最高記録となった。また、作品への評価も高く、2011年2月現在で国内外で33の賞を受賞した。
続編の予定が無かった放送終了当時はタイムスリップの謎を残したままの最終回に対して続編や劇場版についての問い合わせや、否定的な声が寄せられた。2010年1月29日付の『日刊スポーツ』において翌年夏に劇場版が公開されるとの報道がなされたが、石丸彰彦プロデューサーは公式サイトにてこれを否定した。

### 完結編（第2期）
2010年6月8日に続編となる『JIN-仁- 完結編』の放送決定がアナウンスされた。映画化などはせず、これで完結と明言している。TBS開局60周年記念番組。全11話。提供ナレーションは今井雅之が担当（前クレのみ）。
放送前ながら既に南米以外のほぼ全世界にあたる世界80か国での放送が決定しており、日本での放送6日後に台湾、5月に香港、7月以降には韓国、ヨーロッパ、北米にて順次放送されることが発表された。
物語は第1期最終話の2年後からスタートしている。そのためか、第一話までの2年間に起きたエピソードについては大幅に省略されている。
最終話では平均視聴率26.1%、瞬間最高視聴率31.7%を記録。関東では全話平均視聴率が20%を超え、関西では全話20%を上回った。また、裏番組の『マルモのおきて』が当初の予想を裏切って視聴率が高まったため、本番組との視聴率デッドヒートも話題となった（最終的には本作品が逃げ切った）。

### JIN-仁- レジェンド
2010年12月27日・28日に『JIN-仁- レジェンド』と題し、第1期全話がディレクターズカット版にて再放送された。
2020年4月18日・19日・25日・26日・5月2日・3日に『JIN-仁- レジェンド』と題し、TBS・SBS・RKB・MRTで第1期・完結編を再編集した特別編が放送された。他の系列局（MBSなど）で、後日放送した局もあった。
一方で、RCCのように、同時期に『レジェンド』ではなく、第1期と完結編の本放送版の集中再放送を行った局もある。

## あらすじ
幕末の江戸にタイムスリップした脳外科医・南方仁が苦難の末にペニシリンを製造するなどして、人々の命を救う姿を描いたヒューマンドラマ。

## 登場人物
役名：俳優名。役名にリンクがある人物は、実在の人物。

### 主な登場人物
南方仁（みなかた じん）：大沢たかお
本作品の主人公。東都大学附属病院脳外科医局長。11月15日生まれで、物語開始時点の年齢は、原作（漫画）では34歳（2000年当時）テレビドラマでは38歳（2009年当時）。頭蓋骨内に奇形腫瘍を持っていた謎の男性患者との接触により文久2年（1862年）の江戸にタイムスリップ。歴史を変えることになると自覚しつつも、医者としての使命感から江戸の人々を近代医療で救う。西洋医学所とコレラの対策を行ったり、原始的な方法によるペニシリンの抽出・精製を行ったりと、幕末の医療技術を飛躍的に進歩させたことで、蘭方医だけでなく漢方医や外国人医師たち、幕閣や雄藩の武士層からも一目置かれる存在となっている。緒方洪庵死後、医学所と距離を置き仁友堂を開業した。数多くの難病の治療を成功させ続けたが、その一方で彼の存在と功績を妬み、恐れる者の陰謀により度々手術の妨害を受け、ついには命を狙われ始める。やがて、歴史を変えてしまうことに躊躇しつつも、親友となった坂本龍馬の命を救うために奔走する。
原作とドラマで、終盤の運命が大きく異なる。
原作では、三隅の陰謀により負傷した咲を救うため現代に帰還するが、タイムパラドックスも絡んだ結果、幕末〜明治時代に残る南方仁と現代の平成時代に戻る南方仁の2人に分かれた。前者は咲との結婚により「橘仁」と姓を改め、仁友堂（順天堂がモデル）を医療機関兼教育機関として発展させ、後に東京大学医学部の設立の際に出仕する。後者はかつて自身が存在していた世界とは異なる歴史を持つ世界へと移動。所属先が「仁友堂病院」に変わり、見知らぬスタッフがいることや「東洋内科」という新しい科ができていることに驚き、また医療知識が新しい世界に合わせて自動的にアップデートされる感覚に戸惑いながらも、再び医師として働く。後に江戸時代での経験を元にGM（総合診療）に転身、10年後には同病院総合救急医療部部長・准教授となり、同じGMで野風の子孫であるマリー・ルロンと出会う。
未来と咲との恋愛関係を主軸に置いたドラマ版では、仁は上野の戦で流れ弾により負傷した咲を救うべく、緑膿菌感染症の治療薬ホスミシンを手に入れるため、重傷を負いながらも現代に帰還するが、タイムスリップ前の自分と入れ替わることはできず、失意の中で力尽き、意識を失う。その後、図書館で当たった文献で、西洋での発見より前に日本でペニシリンが生産されていたことや、仁友堂の医師たちの活躍ぶりを確認するが、そこに咲の名がなく、また自分の存在が痕跡すらないことに戸惑う。橘家があった場所をたずねてみると、そこには「橘医院」があり、恋人・未来が、仁とは面識のない予備校講師として存在していた。そこで未来から聞かされた話と、咲が残した手紙により、ホスミシンだけは江戸に転送され、恭太郎によって治療に役立てられたこと、仁の存在そのものが江戸から消滅し、自分の記憶からも次第に消えていくが、思いを残すべく手紙を綴ったことを知り、涙を流す。その後、医師としての決意を新たにした仁が、脳腫瘍で緊急搬送されてきた未来の手術を執刀する場面で、物語は幕を閉じる。
橘咲（たちばな さき）：綾瀬はるか
旗本橘家の娘。物語開始時点の年齢は、16歳。兄・恭太郎の命を救った仁に興味を持つ。やがて麻疹にかかり仁に命を救われたのを機に看護婦となり、虎狼痢（コロリ）にかかった仁を救う。
看護婦として仁の助手を務め医学を学ぶうち、深く仁を敬愛するようになり、ときに命がけで彼の身を守るが、格上の家との縁談が持ち上がったこともあり、仁がちょうど落成した仁友堂に移ったことを潮時として仁に別れを告げた。しかし仁への思いを抑えかね、野風の乳がん手術の当日、進んでいた縁談を土壇場で破棄して駆けつけたため栄から勘当される。その後は仁友堂に身を寄せ、楠本いね（楠本伊篤）との出会いから女医を志すようになる。
仁の恋人であるとともにかけがえのないパートナーであり、慶応4年に結婚して後は夫とともに医学の発展に尽くしたとされている。
ドラマ版では、歴史の修正力により仁の記憶を失いつつある中、せめてもの抵抗として既にその名を忘れてしまった「先生」にあて、思いのたけを綴った手紙を残した。その後は「橘医院」を設立し、明治期には珍しかった女医として活躍するが、産科医であったために産婆扱いされがちだったため、名が残らなかった。生涯独身を貫いたが、野風とルロンが逝去したのち、彼らの遺志もあって一人娘の安寿を養女とし、育て上げた。その子孫が橘未来であり、現代に帰還した仁と巡り合うこととなる。
橘恭太郎（たちばな きょうたろう）：小出恵介
徳川旗本の剣客の武士。咲の兄。物語開始時点の年齢は20歳。美青年だが生真面目で身持ちが固い。幕府講武所では伊庭八郎と双璧をなす剣術の腕を持ち、さらに勝海舟から洋学を学ぶなど高い向学心を持つ。そのため攘夷派浪人たちに襲われ前頭部に重傷を負うが、タイムスリップしてきた仁の近代医療により命を救われる。以降、その剣の腕前で幾度も仁の危機を救い、戦乱の幕末に仁らの用心棒役を務める。
物語終盤では、大政奉還を経て徳川幕府、そして武士という存在そのものが消えていく世の流れに悩み、直参旗本としての死に場所を求めるようになる。しかし勝から生きてやりたいことをやれと諭され、福沢諭吉との出会いを経て、剣を捨て政治・経済を学ばんと欧州留学を決意する。また母の治療に協力してくれた茶屋の看板娘、茜と思いを伝えあうなど、未来に希望を抱きつつあった。しかし、仁の命を狙う三隅俊斉が手引きした刺客と戦おうとした際に同様に手配された短銃が暴発。右手が使えない状況で奮戦し刺客を撃退するが、深手を負いすぎて亡くなった。享年26。
テレビドラマでは運命が大きく異なる。母と妹を人質に取られる形で竜馬暗殺を命じられ、結果的には東の行動により手を下さずに済んだものの、自分の立場に悩み、死に場所を求めるように彰義隊に加わる。しかし、兄を連れ帰ろうと上野に駆け付けた咲が、流れ弾により左腕を負傷。仁が設置した救護所へ連れ帰った際に説得を受け、戦を離れて救護所のために働き続けた。その後は竜馬が残した保険の思想に感銘を受けて奔走し、制度の実現に大きく貢献したとされている。
橘栄（たちばな えい）：麻生祐未
恭太郎と咲の母で、夫はコレラの流行により亡くなっている。恭太郎の命を救った仁を屋敷に住まわせる。咲の結納の破談後、体調を崩し「脚気」のため、生命の危機に瀕する。典型的な武家の妻女であり、親不孝をした咲や、その原因を作った仁に怒りつつも、内心では幸せになってほしいと願っている。
坂本龍馬（さかもと りょうま）：内野聖陽
実在の人物。史実通りに、倒幕・海外貿易に仁を巻き込みつつ活躍する。また、物語の後半は竜馬の暗殺阻止を中心に展開する。
勝を通じて仁と知り合う。当初は仁の正体を訝るが、すぐに打ち解け親友となる。仁と吉原の遊郭に行った際に、野風に一目惚れする。
仁は龍馬の暗殺を阻止するべく奔走するが、結果的に竜馬は長州藩士の東修介に額を切られ、仁に治療を受けるも脳死状態となり、絶命する。しかしその意識は、仁が浴びた血液などに乗って、彼の体に同居することになった。
野風（のかぜ）：中谷美紀
吉原の鈴屋彦三郎抱えの呼び出し花魁。鈴屋の命を救った仁に心酔する。さる大名の隠居に落籍される予定だったが、乳癌の手術により破談となる。術後は吉原を出て仁友堂の雑用をこなしていたが、仁が投獄された際にツル（牢屋で慣例化されていた賄賂）を工面するため、フランス人貿易商ジャン・ルロンに身受けされ、仁友堂を去る。その後は横浜で元遊女たちのためのホスピスを開くなどの慈善活動を展開。ルロンとの新婚旅行のため日本を発つが、転移した癌で余命が長くないことを自覚している。後に男児・ジュリアン（ドラマでは女児・安寿）を出産。
ドラマ版では友永未来と容姿が似ていることや、彼女の治療に当たることで、元の世界より持ち込まれた写真が大きく変化することなどから、未来の先祖だと仁は推察している。
友永未来（ともなが みき）：中谷美紀
テレビドラマ版における仁の婚約者。原作には登場しない。見た目は野風と瓜二つ。優秀な小児科医だったが、仁がタイムスリップの2年前に執刀した脳腫瘍摘出手術で植物状態になってしまい、この出来事が仁のトラウマとなっている。テレビドラマ内では医学生時代に天然ペニシリンを研究し、仁に研究成果を話している。仁にとっては江戸にタイムスリップしてからも非常に重要な存在であり、歴史を変える時には彼女への影響を常に気にしている。仁が咲との関係に踏み込めない理由となっている。この人物がいることで、本作品が恋愛ドラマとしての要素を多く持つようになった。恋愛ドラマとして成立するためには不可欠の存在となっている。
なお原作でも、現代で仁の恋人が登場するが、仁のタイムスリップ前にプロポーズを断っているため、物語にはほとんど関係していない。（参考：原作では、コレラ治療の時に友永という医学所の医師が登場した。また、ペニシリン製造のきっかけとなる回想シーンでは、友光という医学生時代の友人男性が登場し、天然ペニシリン精製法の研究成果を仁に聞かせている。）

### 市井の人々
喜市（きいち）：伊澤柾樹
枝豆売りの少年。物語開始時点の年齢は、9歳。馬に蹴られて重傷を負った喜市の母・妙（タエ）を仁が治療したが、手術の終了後に今度は喜市が麻疹で倒れる。母子を送り届けた長屋にも複数人の麻疹の患者がいたため、仁の指導に基づく看護を基本とした集中治療を行う。喜市の母はその後、辻斬りに遭い亡くなったため、一時は田舎の親戚の家に引き取られるが、翌年から江戸に戻り、小豆問屋の丁稚小僧として働く。作品終盤、当時としては成人年齢の15歳になったころ、奉公先が店を畳んでしまったことを切っ掛けに医師を目指す決意を固め、仁友堂で働くようになる。維新後はドイツに留学。帰国後、橘仁、咲夫妻の養子となる。
タエ：戸田菜穂
喜市の母。
鈴屋彦三郎（すずや ひこさぶろう）：六平直政
吉原の遊廓・鈴屋の楼主。神棚の世話をしていたときにバランスを失い、頭をぶつけたことが原因で慢性硬膜下血腫に陥る。一時は命の危機に瀕したが、仁の脳外科手術で救われた。そのため仁に恩義を感じ、彼の要請で廓内において、梅毒に罹った遊女を集めて治療を行う設備を作るための運動を行う。開国思想を持つ文人でもあり、攘夷派の浪人に襲われたところを坂本龍馬に助けられたことがある。
鈴屋女将：水沢アキ
夕霧（ゆうぎり）：高岡早紀
野風の先輩女郎で、梅毒を患っている。
初音（はつね）：水沢エレナ
吉原の遊廓・玉屋の花魁。
茜（あかね）：橋本真実
茶屋の看板娘。餡を作っている際、煮えたぎった餡を顔に浴びて大火傷を負う。一旦は人生そのものに絶望するも、仁に植皮手術を施され、再び茶屋で働くようになる。のちに仁考案の脚気予防の菓子・安道名津（あんドーナツ）の製造に協力、自身の勤める茶屋で大々的に売り出す。
浜口儀兵衛（はまぐち ぎへえ）：石丸謙二郎
江戸で醤油工場を経営する実業家で、ペニシリンの製造などで仁に協力する。
澤村田之助（さわむら たのすけ）：吉沢悠
江戸で人気の歌舞伎役者（女形）。なじみの花魁・初音が堕胎に伴う敗血症に倒れた際、仁が治療のための資金提供を申し込んだ際には、その安易さを指摘して拒む。しかし仁がペニシリンの製造法を担保にしてまで初音の治療に当たったことを知って感銘を受け、取り立ての現場に駆け付けると借金を建て替えた。
新門辰五郎（しんもん たつごろう）：中村敦夫
町火消し「を組」の親分。当初は仁に対し批判的な態度を取っていたが、千吉を仁に救ってもらったことが縁で、仁友堂の建設など協力するようになる。徳川慶喜と親交があり、仁と慶喜の縁を取り持った。
千吉（せんきち）：川村陽介
「を組」の町火消し。消火活動中に煙を吸い気道熱傷に倒れるが、仁に命を救われる。慶喜に付いて京に上った辰五郎の留守を預かり、仁友堂にも様々な形で力を貸す。
お初（おはつ）：畠山彩奈
川越街道大井宿の旅籠の娘。お初と手が触れ合った際、仁は奇妙な感覚に襲われ、後に彼女の手術を行った際には危うく自身の存在が消えかけるという経験をしている。このことから、仁は彼女の生死が自分の存在自体に関わるものだったと推測している。
お登勢：室井滋
寺田屋の女将。
お龍：東風万智子
坂東吉十郎：吹越満

### 医師
緒方洪庵（おがた こうあん）：武田鉄矢
西洋医学所頭取。仁の医療技術が江戸に広まるよう協力する。仁の正体（未来から来たこと）を半ば見抜いていたが、その秘密を他人に漏らさぬまま肺病でこの世を去った。
伊東玄朴（いとう げんぼく）：小林勝也
西洋医学所取締役。緒方同様、仁の医療技術を認めていたが、失脚する（作中では特に触れていないが、養子とした医師の経歴を捏造する問題を起こしたことが原因）。伊東失脚後の医学所内部抗争が仁を医学所から遠ざけることになる。
山田純庵（やまだ じゅんあん）：田口浩正
西洋医学所の医師。初対面時には当時の医学的常識を越える理論を提する仁に対して懐疑を表明し挑戦的な態度を崩さなかったものの、虎狼痢（ころり＝コレラ）から命を救われてからは仁に心服。主にペニシリン精製の陣頭指揮を行う。
松本良順（まつもと りょうじゅん）：奥田達士
西洋医学所頭取助。
福田玄孝（ふくだ げんこう）：佐藤二朗
奥医師（漢方医）。胃潰瘍で倒れるが仁の手術で一命を取り留める。のち、奥医師を辞して仁友堂の漢方内科医（当時は「本道」と呼ばれた）となる。多紀元琰に内情を伝えるスパイでもあるが、同時に仁の能力と人格を高く評価しており、後に多紀から仁を医学館側に取り込もうとする策を知らされて喜び、全面的な協力を誓う。
元々奥医師であったこともあってプライドが高く、持ち上げられると調子に乗ってしまう面もある。
多紀元琰（たき げんえん）：相島一之
奥医師（漢方医）。医学館督事。仁の手術を目の当たりにしたことで、彼の持つ技術があまりにも時代とかけ離れていることを実感し、危険性を感じたことから福田をスパイとして仁友堂に送り込む。一方で、仁の存在は漢方医だけでなく、むしろ当時の蘭方医にとってこそ脅威になると考えていた（実際にほぼ同時期に仁に対する妨害が始まっていた）。
福田から得た情報により、仁の医学がはるか未来の発達したものであることを感じ取り、医学館が次の時代に適応・延命できるよう、仁とのさらなる接近を模索するようになる。そんな折、和宮毒殺未遂騒動が起こり、その容疑者となった仁の無実を証明することで、彼に対して貸しを作った。
大局に立って物事を見ることができる大人物であり、医師としての見識は高い。その反面自尊心も並ではなく、福田が仁の身を案じるあまり疑いをかけるようなことを口にした際は、医師の一族に生まれた身として激怒している。
佐分利祐輔（さぶり ゆうすけ）：桐谷健太
大阪の合水堂で医学を学んだ、華岡流の若き医師。紀州の出身で醤油問屋の三男坊。優れた医術を学ぶことを望み、経験を積むために行っていた総嫁の検診が、人体実験の疑いをかけられてしまい、大坂を離れ海外への留学も見込んで軍艦の船医に転じていた。仁がその軍艦に乗り合わせたときにマストから転落、事故による負傷から気胸を起こすが、仁に救われた。それが縁で仁友堂に移籍する。仁の医術こそ最先端の物だと確信して仁友堂での無給の仕事も厭わず突き進むなど、好奇心旺盛な若者だが、それゆえの独走癖があり、頑固者の山田とたびたび衝突する。過去の経験を活かし、仁に代わって野風を診察し、彼女が乳癌であることを見抜いた。全身麻酔の技術（通仙散）で仁に貢献する。
八木梅太郎：斉木テツ
横松貞吉：中江大樹
三隅俊斉（みすみ しゅんさい）：深水三章
さる御家門の藩医（蘭方医）。適塾出身で、松本良順に留守を頼まれるほど医学所の序列も高く、鳥羽・伏見の戦い以降は同じ適塾出身である大村益次郎に取り入るなど機に敏い。野風の癌を見抜けず、仁によって面目を潰されたことを恨んでいる。仁に対して表面上協力的な態度を取っているが、裏では野風の手術妨害に始まって仁の暗殺を企てたり、和宮毒殺未遂騒動を企てたりと、妨害活動を繰り返している。外見は柔和だが、医師でありながら共犯者を砒素で自殺に追い込む、毒殺するなど、作中屈指の卑劣漢である。やがて仁の正体を知った彼は、その知識の独占と派閥の利権の恒久化を謀り、仁の殺害計画を本格化する。

### 武士その他
千葉重太郎：平山浩行
勝海舟（かつ かいしゅう）：小日向文世
坂本龍馬・橘恭太郎の師で、恭太郎との繋がりから仁と知りあう。
久坂玄瑞（くさか げんずい）：林泰文
長州藩士、尊王攘夷派。梅毒となった仲間を治してもらう過程で仁と知り合うが、その際に勝海舟の弟子になった龍馬を危険視し暗殺の刺客を送り込む。一方、攘夷が不可能であることを理解しており、攘夷運動は国をまとめるための手段と考えていた。自らの意に反し過激化していく長州藩を止められなかった後悔を語り、禁門の変（蛤御門の変）の責任を取って龍馬に日本の未来を託して切腹した。
佐久間象山（さくま しょうざん）：市村正親
勝海舟の義弟に当たる。作中では少年時代にタイムスリップで現代に行ったことがあり、それ以来、熱心に勉学に励むようになった。京で攘夷志士らに斬られたがしばらくは絶命せず、召喚された仁の治療を受ける。すでに手遅れだったが、死の間際に自身のタイムスリップ経験を語り仁を驚かせ、かつて行った未来にこの時代が近づけることを仁に託して息絶えた。
東修介（ひがし しゅうすけ）：佐藤隆太
長州藩出身の武士で、禁門の変で新撰組に襲われるが坂本龍馬に助けられ、仁の治療を受ける。その後、龍馬の護衛となる。
中岡慎太郎（なかおか しんたろう）：市川亀治郎
土佐藩出身の攘夷派志士で、坂本龍馬の盟友。
近藤勇（こんどう いさみ）：宮沢和史
新撰組の局長。沖田からの報告により仁を呼び出すが、医者として患者の元へ戻りたいという仁の意志に感服する。松本良順と親交がある。鳥羽伏見の戦いの後、甲陽鎮撫隊として戦うが官軍に敗北、流山で投降の後に斬首された。
西郷隆盛（さいごう たかもり）：藤本隆宏
薩摩藩士。 西郷吉之助。新選組より戻された仁を奇妙な腹痛を治療してもらうために呼び出す。原因は虫垂炎と判明するが、開腹手術を武士の恥と思い躊躇するが、患者を治したいという仁の熱意に打たれ、手術を受ける。
薩摩藩の幹部として武力による「討幕」にこだわり、龍馬の死その物には遺憾の意を表したが、これで幕府を討つのを邪魔する者はいないと行動を開始した。
徳川慶喜（とくがわ よしのぶ）：大治幸雄
一橋徳川家当主で将軍後見職。京都で新門辰五郎らを介して仁と知りあう。その後、徳川家茂の死去により征夷大将軍に就く。大政奉還後は将軍職を辞するも、内大臣として政権の首長職を継続し、龍馬の救命治療を行う仁にペニシリンを届けるなど協力する。
和宮（かずのみや）：黒川智花
孝明天皇の妹で、十四代将軍徳川家茂の妻。大奥女中の噂話から澤村田之助に興味を持っていたため、松本良順や仁の仲介でお忍びの芝居見物を行った。併せて、仁が脚気対策の食事療法を試みるが、毒殺未遂騒動が起きてしまう。後日、仁と咲に三つ葉葵と菊の紋が入った褒美を下賜した。
恵姫（けいひめ）：緒川たまき
川越藩主松平直克の正室。首筋に大きな瘤を患い、幕府筋から仁に手術が依頼されたものの、当人はそれまでの治療が功を奏しなかったことから医者不信に陥っていた。咲の説得によって頑なになっていた心を動かされ、仁の手術を受けることを決意。手術は無事成功した。
田中久重（たなか ひさしげ）：浅野和之
「からくり儀右衛門」の異名を持つ久留米藩出身の老技術者（後の「東芝」創設者）。彼が発明した無尽灯は術野を照らす照明として役立った。長崎で仁と出会い、未来から持ち込まれたLED電球を託されて研究を進め、電灯として使用可能な物として届けた。自身は電球として再現するための研究を続ける。
大久保一蔵：眞島秀和

### 外国人
ジャン・ルロン：ジャン＝ルイ・バージュ
フランス出身の貿易商人。仁を救うツルを作ろうとした野風を身受けした。後に彼女の希望に沿って横浜で元遊女たちのためのホスピスを開くのを援助する。慶応2年（1866年）10月に正式に結婚し、新婚旅行も兼ねて野風とフランスへ帰国。野風との間に男児（ドラマでは女児）を授かる。
アントニウス・ボードウィン：グレッグ・デール
オランダ人医師。長崎で幕府の医学校・精得館の教授を務める。専門は眼科。当初は仁に対し懐疑的だったが、仁の医術を見て態度を転換、仁の情報を世界に向けて発信した。
トーマス・ブレーク・グラバー：ウィル・ゲラック
イギリス商人。長崎で貿易を営んでいるが、武器の販売も行っていたため、攘夷を掲げる浪人に斬られ負傷、仁の手術を受けることになる。

## キャスト
太字は第1期、完結編両方に出演。

### 主要人物
- 南方仁 - 大沢たかお
- 友永未来→橘未来 / 野風 - 中谷美紀（二役、「完結編」では特別出演）
- 橘咲 - 綾瀬はるか
- 橘栄 - 麻生祐未
- 橘恭太郎 - 小出恵介
- 佐分利祐輔 - 桐谷健太
- 山田純庵 - 田口浩正
- タエ - 戸田菜穂
- 夕霧 - 高岡早紀
- 鈴屋彦三郎 - 六平直政
- 勝海舟 - 小日向文世
- 坂本龍馬 - 内野聖陽
- 緒方洪庵 - 武田鉄矢（特別出演）

### その他の人物
- 喜市 - 伊澤柾樹
- 茜 - 橋本真実
- 鈴屋女将 - 水沢アキ
- 初音 - 水沢エレナ
- 伊東玄朴 - 小林勝也
- 千葉重太郎 - 平山浩行
- 松本良順 - 奥田達士
- 浜口儀兵衛 - 石丸謙二郎
- 多紀元琰 - 相島一之
- 福田玄孝 - 佐藤二朗
- 八木梅太郎 - 斉木テツ
- 横松貞吉 - 中江大樹
- 澤村田之助 - 吉沢悠
- 新門辰五郎 - 中村敦夫[注釈 8]
- 三隅俊斉 - 深水三章

### 「完結編」のみ登場の人物
- 西郷吉之助 - 藤本隆宏
- 東修介 - 佐藤隆太
- 佐久間象山 - 市村正親
- 中岡慎太郎 - 市川亀治郎
- 大久保一蔵 - 眞島秀和
- ジャン・ルロン - ジャン＝ルイ・バージュ
- 恭太郎の上役 - 中原丈雄

### ゲスト

#### 第1期（2009年）
- 第一話「時空を超えた愛と命の感動物語〜現代の脳外科医が激動の幕末へ…歴史の針が今、動き出す!!」
  - 博美（東都大学付属病院・看護師）/ 江戸時代の町娘 - 原千晶（第2期完結編・最終話）
  - 玉田（患者） - 田窪一世
  - 杉田（東都大学付属病院・医師） / 江戸時代の飛脚 - 戸次重幸（第2期完結編・最終話）
  - 野口元（東都大学付属病院・研修医） / 江戸時代の商人 -  山本耕史（第2期完結編・最終話）
  - 駕籠屋 - 松尾勝久、中村泰三
  - 東都大学付属病院・医師 - 津田健次郎
- 第二話「命を救う事の悲劇」
  - 志士 - 池田政典（稲葉）、吉永秀平
  - 長屋の住人 - 青木和代
- 第三話「未来との決別…」
- 第四話「運命と悲劇の再会」
  - 野風（少女時代） - 柴田杏花
  - 彦三郎の医師 - 中根徹
  - 大商人 - 丸岡奨詞
- 第五話「神に背く薬の誕生」
  - 旦那 - 諏訪部仁
  - 遊女 - 谷桃子 、島邑みか、長谷川かずき、もたい陽子、池永亜美
  - 医学所の男 - 小須田康人、累央（第六話、第七話）
- 第八話「歴史の針が変わる」
  - 中条流医師 - 大久保鷹
- 第九話「残酷な神の裁定」、第十話「坂本龍馬、暗殺…」
  - 久坂玄瑞 - 林泰文（第2期完結編・第一話、第六話）
  - 千吉 - 川村陽介
  - 亀吉 - ユキリョウイチ
  - 志士 - 浜田学
  - 玉屋 - 花王おさむ
- 最終話「タイムスリップの果て…時空を超えた物語が今!!」
  - 武士 - 甲本雅裕
  - 漁村の村娘（ぱちきん） - 木内あきら

#### 完結編（2011年）
- 第一話「時空を超えた愛と命の物語〜完結編始動!! 歴史の針が今、再び動き出す…人は人でしか救えない」
  - 近藤勇 - 宮沢和史（THE BOOM）
  - 佐久間象山 - 市村正親
- 第二話「未来との選択」、第三話「さらば愛しき人」
  - 皇女和宮 - 黒川智花（第2期完結編・第一話）
  - 上臈御年寄 - 伊藤かずえ
  - 牢名主 - 宇梶剛士
  - 穴の隠居 - 佐藤蛾次郎
  - 町人夫婦 - 村上もとか夫妻 ※原作者と妻。カメオ出演[45]
- 第四話「江戸から消える」、第五話「消えた体の謎」
  - 恵姫 - 緒川たまき
  - おばば様 ‐ 浅茅陽子
  - 川越藩主 ‐ 清水伸
  - 川越藩医 ‐ 沼崎悠
  - 川越藩医 ‐ 小山かつひろ
  - お初 - 畠山彩奈
  - お初の父親 - 東根作寿英
  - お初の母親 - 飯沼千恵子
  - 三吉慎蔵 - 平畠啓史（DonDokoDon）
  - 桂小五郎 - 山口馬木也
  - お龍 - 東風万智子
  - 印藤肇 ‐ 佐伯新
  - 坂東吉十郎 - 吹越満
  - 与吉 - 大八木凱斗
  - 座頭 - 瀬川菊之丞
- 第六話「坂本龍馬の闇」
  - 田中久重 - 浅野和之（第八話 声の出演）
  - アントニウス・ボードウィン - グレッグ・デール
  - トーマス・グラバー - ウィル・ゲラック
  - 板倉伊賀守 - 河野洋一郎（第六、八話）
- 第七話「永遠の愛と別れ」、第八話「歴史に逆う命の誕生…」
  - 後藤象二郎 - 宮川一朗太
  - 徳川慶喜 - 大治幸雄
  - 薩摩藩士 - 石原和海、中松俊哉
- 第九話「坂本龍馬、暗殺」、第十話「最終章前編〜タイムスリップの結末…」
  - お登勢 - 室井滋
  - 榊原 - 津田寛治（最終話）
  - 竹越 - 趙珉和
  - 松平春嶽 - 小久保丈二
  - 無医村村人 - 伊藤幸純
  - 幕府見回り組 - 木下政治、柏村栄行
  - 役人 - 天田暦
- 最終話「完結〜時空の果て…150年の愛と命の物語が起こす奇跡のタイムスリップの結末」
  - 官軍兵士 - 菊池均也
  - 徳川武士 - 中野英樹

## スタッフ
- 原作 - 村上もとか「JIN-仁-」（集英社「ジャンプコミックスデラックス」刊行）
- 脚本 - 森下佳子
- 音楽 - 髙見優、長岡成貢
- プロデュース - 石丸彰彦、津留正明（第1期）、中井芳彦（レジェンド、完結編）
- 演出 - 平川雄一朗、山室大輔、川嶋龍太郎（第1期）、那須田淳（レジェンド、完結編）
- 主題歌
  - MISIA 「逢いたくていま」[46]（アリオラジャパン）（第1期）
  - 平井堅 「いとしき日々よ」[4]（デフスターレコーズ）（完結編）
- 音楽プロデュース - 志田博英
- 音響効果 - 谷口広紀
- 医史監修  - 酒井シヅ（順天堂大学医学部医史学 名誉教授）
- 歴史監修  - 大庭邦彦（聖徳大学人文学部 日本文化学科教授）
- 医療指導・監修 - 冨田泰彦（杏林大学医学教育学教室講師）、前田達浩（前田病院副院長 脳神経外科部長 杏林大学脳神経外科講師）、池添祐大（宇都宮健康クリニック　副院長）
- ペニシリン・輸血・監修 - 花木秀明 （北里大学抗感染症薬研究センター センター長）
- 時代考証  - 山田順子
- 土佐弁監修  - 橋尾直和（高知女子大学文化学部教授）
- 方言指導  - 澤田誠志、今橋かつよ
- 所作指導  - 藤間蘭黄（藤間流日本舞踊家）
- 殺陣  - 佐々木修平（殺陣師・オフィース佐々木FCプラン代表）
- 特別協力 - 三井物産
- 製作著作 - TBS

## 放送日程
第1期
| 各話                                                               | 放送日         | サブタイトル                                                                          | 演出       | 題材となった原作                                  | 視聴率    |
| ------------------------------------------------------------------ | -------------- | ------------------------------------------------------------------------------------- | ---------- | ------------------------------------------------- | --------- |
| 第一話                                                             | 2009年10月11日 | 時空を超えた愛と命の感動物語〜 現代の脳外科医が激動の幕末へ… 歴史の針が今、動き出す!! | 平川雄一朗 | 神の章 その1「神の悪戯」 神の章 その2「開頭手術」 | 16.5%[47] |
| 第二話                                                             | 10月18日       | 命を救う事の悲劇                                                                      | 平川雄一朗 |                                                   | 16.4%     |
| 第三話                                                             | 10月25日       | 未来との決別…                                                                         | 山室大輔   |                                                   | 17.2%     |
| 第四話                                                             | 11月01日       | 運命と悲劇の再会                                                                      | 川嶋龍太郎 |                                                   | 17.2%     |
| 第五話                                                             | 11月08日       | 神に背く薬の誕生                                                                      | 平川雄一朗 |                                                   | 20.3%     |
| 第六話                                                             | 11月15日       | 生きてこそ…                                                                           | 山室大輔   |                                                   | 20.2%     |
| 第七話                                                             | 11月22日       | 生きる遺言…                                                                           | 平川雄一朗 |                                                   | 16.8%     |
| 第八話                                                             | 11月29日       | 歴史の針が変わる                                                                      | 川嶋龍太郎 |                                                   | 22.3%     |
| 第九話                                                             | 12月06日       | 残酷な神の裁定                                                                        | 山室大輔   |                                                   | 16.1%     |
| 第十話                                                             | 12月13日       | 坂本龍馬、暗殺…                                                                       | 平川雄一朗 |                                                   | 20.4%     |
| 最終話                                                             | 12月20日       | タイムスリップの果て…時空を超えた物語が今!!                                           | 平川雄一朗 |                                                   | 25.3%[48] |
| 平均視聴率 19.0%[48]（視聴率はビデオリサーチ調べ、関東地区・世帯） |                |                                                                                       |            |                                                   |           |

レジェンド（2010年版）
| 放送日         | サブタイトル | 放送内容                          | 演出     | 視聴率 |
| -------------- | ------------ | --------------------------------- | -------- | ------ |
| 2010年12月27日 | 仁の章       | 第一 - 六話ディレクターズカット   | 那須田淳 | 11.0%  |
| 12月28日       | 人の章       | 第七 - 最終話ディレクターズカット | 那須田淳 | 11.5%  |

完結編
| 各話                                                               | 放送日        | サブタイトル                                                                           | 演出       | 題材となった原作                          | 視聴率    |
| ------------------------------------------------------------------ | ------------- | -------------------------------------------------------------------------------------- | ---------- | ----------------------------------------- | --------- |
| 第一話                                                             | 2011年4月17日 | 時空を超えた愛と命の物語〜完結編始動!! 歴史の針が今、再び動き出す…人は人でしか救えない | 平川雄一朗 | 陣の章 その3「西郷」                      | 23.7%[14] |
| 第二話                                                             | 4月24日       | 未来との選択                                                                           | 平川雄一朗 |                                           | 18.4%     |
| 第三話                                                             | 5月01日       | さらば愛しき人                                                                         | 平川雄一朗 |                                           | 20.4%     |
| 第四話                                                             | 5月08日       | 江戸から消える                                                                         | 那須田淳   |                                           | 20.7%     |
| 第五話                                                             | 5月15日       | 消えた体の謎                                                                           | 那須田淳   |                                           | 20.8%     |
| 第六話                                                             | 5月22日       | 坂本龍馬の闇                                                                           | 山室大輔   |                                           | 18.8%     |
| 第七話                                                             | 5月29日       | 永遠の愛と別れ                                                                         | 平川雄一朗 |                                           | 18.8%     |
| 第八話                                                             | 6月05日       | 歴史に逆う命の誕生…                                                                    | 平川雄一朗 |                                           | 18.7%     |
| 第九話                                                             | 6月12日       | 坂本龍馬、暗殺                                                                         | 山室大輔   |                                           | 19.2%     |
| 第十話                                                             | 6月19日       | 最終章前編〜タイムスリップの結末…                                                      | 山室大輔   |                                           | 21.1%     |
| 最終話                                                             | 6月26日       | 完結〜時空の果て… 150年の愛と命の物語が起こす奇跡のタイムスリップの結末                | 平川雄一朗 | 審の章 その4「二人の仁」 ドラマオリジナル | 26.1%[47] |
| 平均視聴率 21.3%[47]（視聴率はビデオリサーチ調べ、関東地区・世帯） |               |                                                                                        |            |                                           |           |
レジェンド（2020年版）
| 各話  | 放送日        | 放送内容                                      | 視聴率 |
| ----- | ------------- | --------------------------------------------- | ------ |
| 第1回 | 2020年4月18日 | 第1期第一話 - 第三話ディレクターズカット[49]  | 11.6%  |
| 第2回 | 4月19日       | 第1期第四話 - 第八話ディレクターズカット[50]  | 11.1%  |
| 第3回 | 4月25日       | 第1期第九話 - 最終話ディレクターズカット[51]  | 10.0%  |
| 第4回 | 4月26日       | 完結編第一話 - 第三話ディレクターズカット[52] | 11.9%  |
| 第5回 | 5月02日       | 完結編第四話 - 第八話ディレクターズカット[53] | 10.6%  |
| 第6回 | 5月03日       | 完結編第九話 - 最終話ディレクターズカット[54] | 11.3%  |

## 備考
- 第1期で、東芝が7年ぶりに（「日曜劇場」に改名後初めて）スポンサーに復帰した。なお、完結編には東芝創業者の田中久重が登場しているが、これは前記の通り原作にも登場する描写である。
- 完結編とのコラボレーションフェアとしてセブン-イレブンで劇中に登場した食べ物をモチーフとした食品が発売され、700円購入者へのプレゼント企画などのキャンペーンが展開された[55]。中でもその商品の一つである安道名津は2011年5月24日の発売から3日間で60万個を売り上げた[56]。
- 2014年3月15日から6月15日まで国立科学博物館で特別展「医は仁術」（国立科学博物館・TBS・朝日新聞主催）が開催され、南方仁役の大沢たかおがスペシャルナビゲーターと音声ガイドを務めることとなった[57]。
- 2020年6月に行われ、300人が投票に参加した「ステイホーム期間にみんながハマったドラマランキング」では、『逃げるは恥だが役に立つ』や『野ブタ。をプロデュース』らを凌ぎ1位を獲得した[58]。

## 受賞
第1期
- 日本民間放送連盟賞 テレビドラマ部門最優秀賞
- 東京ドラマアウォード2010
  - 作品賞グランプリ
  - アジア賞
  - 主演男優賞
  - プロデュース賞

- ギャラクシー賞 2009年12月度月間賞
- 第47回ギャラクシー賞 
  - 優秀賞
  - マイベストTV賞グランプリ

- 第18回橋田賞（JIN-仁-、大沢たかお）
- 第18回橋田賞新人賞（綾瀬はるか）
- 放送人グランプリ2010 特別賞
- 第36回放送文化基金賞 テレビ番組賞
- 第63回ザテレビジョンドラマアカデミー賞 
  - 最優秀作品賞
  - 主演男優賞
  - 助演男優賞
  - 助演女優賞
  - 監督賞
  - 脚本賞
  - ドラマソング賞

- TVnavi ドラマ・オブ・ザ・イヤー2009
  - 大賞
  - 最優秀作品賞
  - 主演男優賞
  - 助演男優賞
  - 助演女優賞

- 第13回日刊スポーツ・ドラマグランプリ 助演男優賞
- 日経エンタテインメント! 「ヒットメーカー・オブ・ザ・イヤー2010」（石丸彰彦）
- Yahoo! JAPAN「5000万人が選ぶネット番付2010決選投票」テレビドラマ部門大賞
- 第5回ソウルドラマアワード ミニシリーズ部門最優秀作品賞
- 2010年アジア・テレビジョン祭 ドラマ部門奨励賞
- カンヌMIPCOM バイヤーズ・アワード

完結編
- 第69回ザテレビジョンドラマアカデミー賞 
  - 最優秀作品賞
  - 主演男優賞
  - 助演男優賞
  - 助演女優賞
  - 監督賞
  - 脚本賞

- 東京ドラマアウォード2011
  - 優秀賞
  - アジア賞
  - 特別賞
  - 助演男優賞

- TVnavi ドラマ・オブ・ザ・イヤー2011
  - 最優秀主演男優賞

## 関連書籍
- 『日曜劇場JIN-仁-オフィシャルガイドブック』 ワニブックス、2011年5月、ISBN 978-4-8470-1987-6
- 『JIN-仁-完全シナリオ&ドキュメントブック』 東京ニュース通信社、2011年7月、ISBN 978-4-86336-150-8

## DVD・Blu-ray
発売元：TBS、販売元：角川書店
- 第1期
  - 「JIN-仁-」DVD BOX／ 2010年3月17日発売
  - 「JIN-仁-」Blu-ray BOX／ 2011年2月18日発売
- 完結編
  - 「JIN-仁-完結編」DVD BOX／ 2011年9月16日発売
  - 「JIN-仁-完結編」Blu-ray BOX／ 2011年10月7日発売

| TBS 日曜劇場                          | TBS 日曜劇場                             | TBS 日曜劇場                             |
| 前番組                                | 番組名                                   | 次番組                                   |
| ------------------------------------- | ---------------------------------------- | ---------------------------------------- |
| 官僚たちの夏 （2009.7.5 - 2009.9.20） | JIN-仁- （2009.10.11 - 2009.12.20）      | 特上カバチ!! （2010.1.17 - 2010.3.21）   |
| 冬のサクラ （2011.1.16 - 2011.3.20）  | JIN-仁- 完結編 （2011.4.17 - 2011.6.26） | 華和家の四姉妹 （2011.7.10 - 2011.9.18） |